# Miljan Mutavdžić
Miljan Mutavdžić (en serbe en écriture cyrillique : Mиљaн Mутaвџић), né le 3 février 1986 à Novi Pazar en Yougoslavie (auj. en Serbie), est un footballeur international serbe, évoluant au poste de milieu défensif au FK Novi Pazar.
Mutavdžić n'a marqué aucun but lors de ses deux sélections avec l'équipe de Serbie depuis 2008.

## Palmarès
Habitfarm Ivanjica
- Division 2 de Serbie
  - Champion (1) : 2008

 Malmö FF
- Championnat de Suède
  - Champion (1) : 2010